# Otávio Moreira Penna

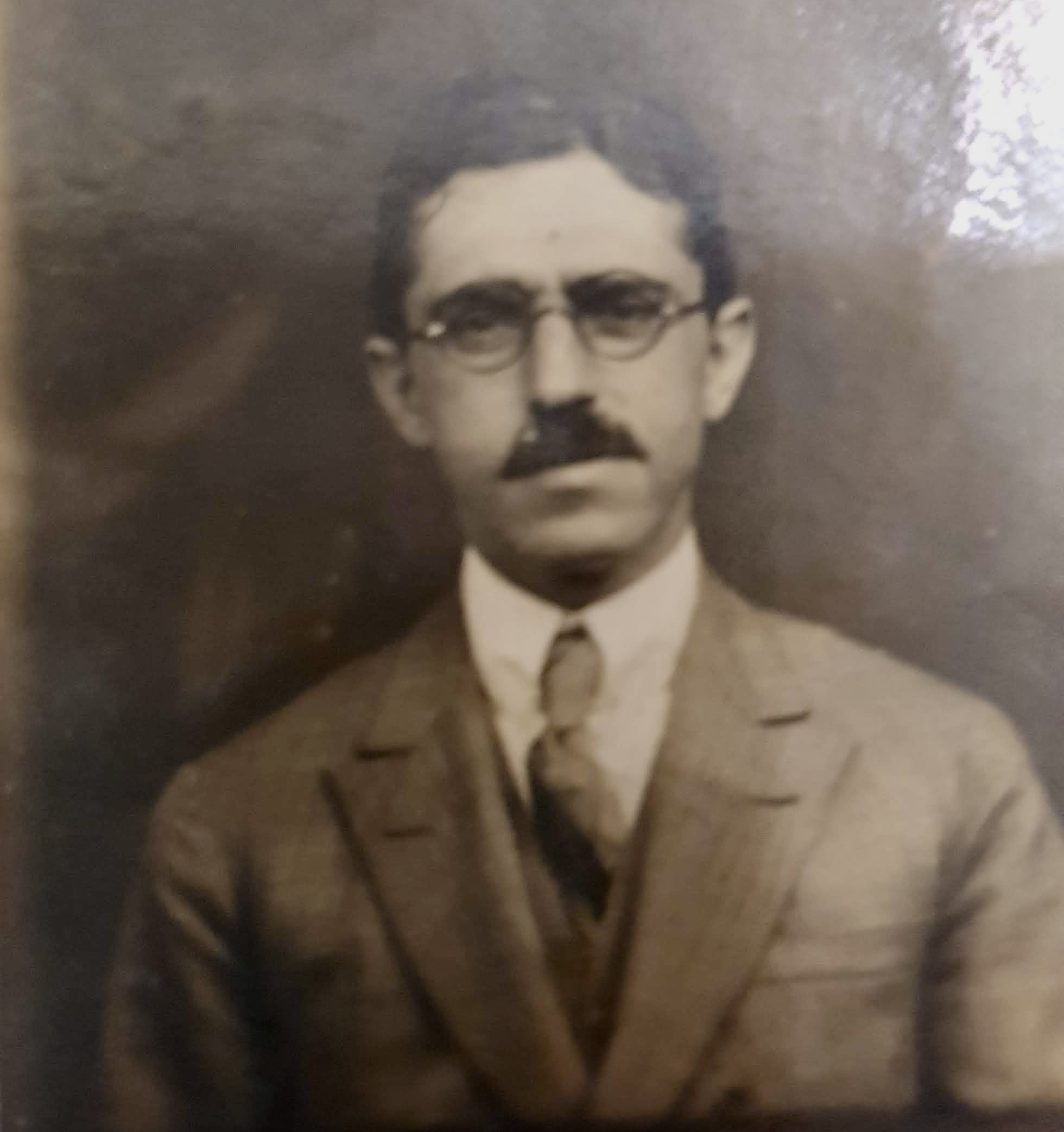
Foto de Otavio Moreira Penna

Otávio Moreira Penna (Santa Bárbara, 17 de agosto de 1887 — Rio de Janeiro, 21 de julho de 1961) foi um engenheiro e empresário, responsável por uma das maiores intervenções urbanísticas da história da Cidade do Rio de Janeiro - a construção do Bairro da Urca em 1922.
A empresa Urbanizadora Carioca, cofundada por Otavio, foi criada para a construção do bairro, e deu o nome ao mesmo.
Era filho do Presidente da Republica Afonso Penna.  Quando Otávio Moreira Penna nasceu em 17 de agosto de 1887, em Santa Bárbara, Minas Gerais, Brasil, seu pai, Afonso Augusto Moreira Pena, tinha 39 anos e sua mãe, Maria Guilhermina de Oliveira Penna, 30. 
Casou-se com Maria Antonieta Penna da Cunha (1894-1980) em 2 de fevereiro de 1916, no Rio de Janeiro, Rio de Janeiro, Brasil. Eles eram os pais de 3 filhos e 1 filha. Morreu em 21 de julho de 1961, no Rio de Janeiro, Rio de Janeiro, Brasil, aos 73 anos.